# Structure tertiaire
En biochimie, la structure tertiaire ou tridimensionnelle est le repliement dans l'espace d'une chaîne polypeptidique. Ce repliement donne sa fonctionnalité à la protéine, notamment par la formation du site actif des enzymes. Une phrase célèbre résume bien ce fait : « si vous ne comprenez pas sa fonction, étudiez sa structure »[réf. nécessaire].
La structure tertiaire correspond au degré d'organisation supérieur aux hélices α ou aux feuillets β. Ces protéines possèdent des structures secondaires associées le long de la chaîne polypeptidique. Le repliement et la stabilisation de protéines à structure tertiaire dépend de plusieurs types de liaisons faibles qui stabilisent l'édifice moléculaire. 
La structure tertiaire fait intervenir des interactions hydrophobes, des liaisons ioniques, des liaisons de Van der Waals et parfois des liaisons covalentes (comme le pont disulfure S-S) dans le cas d'une protéine de voie de sécrétion. Ces ponts disulfures surviennent dans un milieu oxydant tel que l'espace extracellulaire ou encore la lumière d'un organite. Ils résultent de l'oxydation de deux cystéines en une cystine (pont disulfure) et peuvent être détruites par des agents réducteurs comme le B-mercaptoéthanol.

## Détermination expérimentale
Les principales méthodes de détermination expérimentale des structures tertiaires des protéines sont :
- la cristallographie aux rayons X, la technique la plus utilisé ;
- la spectroscopie RMN et surtout la RMN multi-dimensionnelle ;
- l'interférométrie par double polarisation ;
- la cryomicroscopie électronique.